# 天全紫菀
天全紫菀（学名：Aster tientschuanensis）为菊科紫菀属的植物，为中国的特有植物。分布在中国大陆的四川等地，生长于海拔3,340米的地区，多生在山坡林缘以及灌丛中。